# 七つ星 (アイドルグループ)
七つ星（ななつぼし）は、1990年11月に「世直し少女党」を結成した女性7人で構成された日本のアイドルユニットである。「アイドル侵略作戦・楽しい歌、かわいい笑顔で、世の中を明るくする」のキャッチコピーで登場した。

## 概要
TV・ラジオ・イベントの出演はなく、楽天使と同様に、クリスマス特別ユニットとしてCD・ビデオをリリースしただけの期間限定の活動であった。「リボン結びのWAKU WAKU」はNHK「みんなのうた」で放送された。所属は全員CBSソニー。
「七つ星」として発表した曲は2曲だけであるが、ユニットごとに揃って録音したかどうかは不明である。なお、田山と宍戸はほとんど面識が無く、「七つ星の時も一緒になったのはジャケットの撮影の時くらいだったよね」と後に対談で語っていることから、全員で揃って録音したということはないようである。

## 構成メンバー
- 楽天使（らくてんし）
  - 河田純子（かわだ じゅんこ、1974年11月22日 - ）
  - 田山真美子（たやま まみこ、1974年3月29日 - ）
  - 中山忍（なかやま しのぶ、1973年1月18日 - ）
- 宍戸留美（ししど るみ、1973年11月6日 - ）
- Lip's（リップス）
  - 加藤貴子（かとう たかこ、1970年10月14日 - ）
  - 山本京子（やまもと きょうこ、1975年4月10日 - ）
  - 吉村夏枝（よしむら なつえ、1973年8月19日 - ）

## リリース作品

### シングル
- 『リボン結びのWAKU WAKU』1990.11.21.
  - NHK「みんなのうた」1990年10月・11月放送楽曲。映像はほんだゆきおのアニメーションで、3人の少女が登場する。
  - 放送時間の都合上、2番サビの一部を1番に繋ぎ、間奏を大幅に省略した。
  - メンバーの1人、宍戸留美は11年後の『ぶたまんごころ』でイラストを担当し、さらに3年後の2004年には『はだかん帽』で歌唱を担当する。
  - 作曲の上田知華は同番組では1982年放送の『メロディー』で歌唱して以来9年ぶりにして最後の出演。
  - 番組関連商品では1997年販売のCD『NHKみんなのうた　さとうきび畑』に収録。

1. リボン結びのWAKU WAKU
2. 同カラオケ版
3. 12月の特別な夜（詞：谷穂ちろる、曲：TSUKASA、編曲：清水信之）
4. 同カラオケ

### アルバム
- 『聖夜七つ星』1990.12. 1.

1. 天使たちのジングル・ベル - RAKUTENSHI STRIKES BACK! -（詞：原真弓、曲：TSUKASA、編曲：西脇辰弥）唄：楽天使
2. 天使のパピラ（詞：森雪之丞、曲：MAYUMI、編曲：清水信之・安部恭弘）唄：中山忍
3. クリスマス・コーリング（詞：原真弓、曲：黒沢健一、編曲：清水信之・安部恭弘）唄：河田純子
4. 1990年12月24日 （詞：麻生圭子、曲：上田知華、編曲：西脇辰弥）唄：田山真美子
5. SPLENDID LOVE IN DECEMBER （詞：吉元由美、曲：岸正之、編曲：清水信之）唄： Lip's
6. 銀河でクリスマス （詞：小室みつ子、曲：木戸泰弘、編曲：鷺巣詩郎）唄：宍戸留美
7. 遠い夜空 （詞：中山忍、曲：安部恭弘、編曲：岩田雅之）唄：中山忍
8. シ・ン・ユ・ウ2 （詞：古賀勝哉、曲：伊秩弘将、編曲：清水信之・安部恭弘）唄：河田純子
9. クリスマス彗星 （詞：麻生圭子、曲：井上ヨシマサ、編曲：米光亮）唄：田山真美子
10. リボン結びのWAKU WAKU （詞：谷穂ちろる、曲：上田知華、編曲：清水信之・安部恭弘） 唄：七つ星

### ビデオ
- 「リボン結びのWAKU WAKU」1990.12.01 (VSD仕様)

アニメーション：ほんだゆきお
映像にはメンバー自身が様々なサンタクロースの衣装を着て出演した。